# Рогатин, Борис Николаевич
Борис Николаевич Рогатин (род. 14 сентября 1933, Ново-Богоявленские Выселки, Центрально-Чернозёмная область) — советский хозяйственный, государственный и политический деятель. Член КПСС.

## Биография
Родился в 1933 году в селе Ново-Богоявленские Выселки (ныне — Первомайское в Тамбовской области). Три года учился в Сибирском металлургическом институте. Окончил Московский горный институт.
С 1956 года — на хозяйственной, общественной и политической работе. В 1956—2020 гг. — горный мастер на шахте «Западная», первый секретарь Куйбышевского райкома комсомола в г. Сталинске (ныне Новокузнецк) в Кемеровской области, второй секретарь Кемеровского обкома ВЛКСМ, заместитель заведующего отделом комсомольских органов ЦК ВЛКСМ, первый секретарь Кемеровского обкома комсомола, заведующий отделом спортивной и оборонно-массовой работы Центрального комитета ВЛКСМ, председатель Бюро международного молодёжного туризма «Спутник», заведующий сектором спорта Отдела пропаганды и агитации ЦК КПСС, председатель Всесоюзного Совета ДСО профсоюзов, председатель Конфедерации спортивных организаций России, президент Международной конфедерации спортивных организаций. Кандидат наук.
Делегат XXIII съезда КПСС (1966).
Весной 1989 года избран народным депутатом СССР от общественных спортивных организаций (Всесоюзное добровольное физкультурно-спортивное общество профсоюзов, квота — 1 мандат) и членом Комитета Верховного Совета СССР по охране здоровья народа.
Живёт в Москве.

## Сочинения
- Рогатин Б. Н. Несгибаемые. — М.: ИПО «У Никитских ворот», 2016. — 160 с., фото.

## Награды
- Орден Дружбы народов (1980).
- Орден «Знак Почёта» (4 августа 1966, 1971, 1976).
- Орден «За заслуги перед Отечеством» IV степени (2003).
- Почётная грамота Правительства Российской Федерации (7 августа 1997) — за большой личный вклад в подготовку и проведение Спартакиады трудящихся Российской Федерации 1996-1997 годов "За физическое и нравственное здоровье нации"
- Орден «Содружество» (11 апреля 2013, Межпарламентская ассамблея СНГ) — за активное участие в деятельности Межпарламентской Ассамблеи и её органов, вклад в укрепление дружбы между народами государств — участников Содружества[2].
- Юбилейная медаль «МПА СНГ. 25 лет» (13 ноября 2017, Межпарламентская ассамблея СНГ) — за заслуги в деле развития и укрепления парламентаризма, за вклад в развитие и совершенствование правовых основ функционирования Содружества Независимых Государств, укрепление международных связей и межпарламентского сотрудничества[3]